# Ecuación de difusión
La ecuación de difusión es una ecuación en derivadas parciales que describe fluctuaciones de densidad en un material que se difunde. También se usa para describir procesos que exhiben un comportamiento de difusión.

## Ecuación
La forma más común de la ecuación es:
| Símbolo                    | Nombre                                    |
| -------------------------- | ----------------------------------------- |
| {\displaystyle \phi }      | Concentración del material que se difunde |
| t                          | Tiempo                                    |
| {\displaystyle D}          | Coeficiente de difusión colectivo         |
| {\displaystyle \nabla }    | Vector operador diferencial nabla         |
| {\displaystyle {\vec {r}}} | Coordenada espacial                       |

Esta ecuación es lineal. Cuando el coeficiente de difusión depende de la posición y de la densidad, la ecuación pasa a ser
{\displaystyle {\frac {\partial \phi }{\partial t}}=\nabla \cdot (D(\phi ,{\vec {r}})\nabla \phi ({\vec {r}},t))},
expresión que sigue siendo lineal si el coeficiente de difusión no depende de la densidad. 
En términos más generales, cuando D es una matriz simétrica definida positiva, la ecuación describe una difusión anisótropa.

## Deducción
La ecuación de difusión puede deducirse a partir de la ecuación de continuidad. La misma expresa que el cambio de densidad en un volumen sólo puede deberse a flujo entrante y/o saliente de materia, puesto que dentro del volumen la materia no puede ni crearse ni destruirse. La ecuación de continuidad se escribe así:
{\displaystyle {\frac {\partial \phi }{\partial t}}+\nabla \cdot {\vec {j}}=0}
donde {\displaystyle {\vec {j}}} es el flujo del material que difunde. La ecuación de difusión puede obtenerse fácilmente de esta relación cuando se la combina con la ley de Fick, según la cual el flujo del materia que se difunde en cualquier parte del sistema es proporcional al gradiente local de densidad:
{\displaystyle {\vec {j}}=-D(\phi )\nabla \phi ({\vec {r}},t)}.